# John Douglas Scott
John Douglas-Montagu-Scott (13 juillet 1809 – 3 janvier 1860) est un propriétaire terrien et un député conservateur de Roxburghshire.

## Biographie
Il est le troisième fils de Charles Montagu-Scott et le frère cadet de Walter Francis Montagu-Douglas-Scott. Il hérite de sa résidence à Cawston dans le Warwickshire. En mars 1836, il épouse Alicia Spottiswoode, mais il meurt sans enfants.
En dehors de la vie publique, Lord John Scott est un fervent pêcheur, chasseur, et amateur de voile. Dans les années 1830, avec son frère, Walter Francis Montagu-Douglas-Scott et son oncle, Alexander Home, il est parmi les premiers à importer des chiens de terre-Neuve pour une utilisation comme gundogs. Ces chiens sont considérés comme les progéniteurs des Labrador retriever.
Une statue de Scott, par Joseph Durham, se trouve dans le centre de Dunchurch, Warwickshire.